# Nadeschda Nikolajewna Gernet

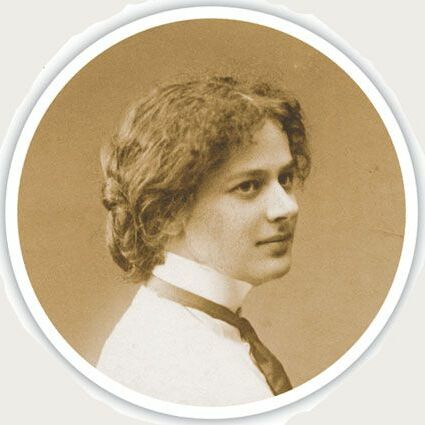
Nadeschda Nikolajewna Gernet

Nadeschda Nikolajewna Gernet (russisch Надежда Николаевна Гернет; * 6. Apriljul. / 18. April 1877greg. in Simbirsk; † 1943 in Leningrad) war eine russisch-sowjetische Mathematikerin und Hochschullehrerin.

## Leben
Gernet stammte aus einer Adelsfamilie. Ihr Vater Nikolai A. Gernet hatte sich in seiner Jugend den Revolutionären angeschlossen. 1868 war er nach dem Karakosow-Prozess verhaftet und nach Haft in der Peter-und-Paul-Festung nach Totma verbannt worden, wo er sich mit dem verbannten Pjotr Lawrowitsch Lawrow der Narodnaja Wolja befreundet hatte. Im Februar 1870 hatte er mit German Alexandrowitsch Lopatin die Flucht organisiert und war nun nach Ardatow im Gouvernement Simbirsk verbannt worden. Gernets Mutter Nadeschda Nikolajewna Gernet war Volksschullehrerin. 1892 wurde Gernet in das Simbirsker Gymnasium aufgenommen. Beim Abschluss im Frühjahr 1894 erhielt sie die Goldmedaille.
Gernet studierte in St. Petersburg in den Höheren Bestuschewskije kursy für Frauen an der physikalisch-mathematischen Fakultät mit Abschluss 1898. Dann studierte sie an der Universität Göttingen bei David Hilbert mit Promotion 1901 (Dr. phil.). Sie lehrte nun in den Bestuschewskije kursy. 1915 verteidigte Gernet an der Universität Moskau mit Erfolg ihre Dissertation über die Hauptaufgabe der Variationsrechnung für die Promotion zur Magistra der Mathematik. Sie lehrte nun als Professorin in den Bestuschewskije kursy als zweite Frau in Russland nach Sofja Wassiljewna Kowalewskaja.
Nach der Oktoberrevolution wurde Gernet 1919 Professorin an der Universität Leningrad. Eine ihrer Schülerinnen war I. Grekowa.
Ab 1929 arbeitete Gernet im Leningrader Elektromechanik-Institut. Ab 1930 lehrte sie am Leningrader Polytechnischen Institut. 1934 wechselte sie ins Industrie-Institut. Sie war Mitglied der Moskauer Mathematischen Gesellschaft.
Gernet starb im blockierten Leningrad an Dystrophie und wurde auf dem lutherischen Smolensker Friedhof begraben.
Der Jurist Michail Nikolajewitsch Gernet war Gernets älterer Bruder.